# Episodi di The Collector (terza stagione)
La terza stagione della serie televisiva The Collector, composta da 13 episodi, è stata trasmessa per la prima volta in Canada sul canale Citytv dal 10 gennaio al 4 aprile 2006.

| n° | Titolo originale          | Titolo italiano       | Prima TV Canada  | Prima TV Italia |
| -- | ------------------------- | --------------------- | ---------------- | --------------- |
| 1  | The Jockey                | Il fantino            | 10 gennaio 2006  |                 |
| 2  | The Chef                  | Lo chef               | 17 gennaio 2006  |                 |
| 3  | The Customer service rep. | Salvate Shalimar      | 24 gennaio 2006  |                 |
| 4  | The Vampire               | La vampira            | 31 gennaio 2006  |                 |
| 5  | The Video Jockey          | La video jokey        | 7 febbraio 2006  |                 |
| 6  | The Farmer                | L'agricoltore         | 14 febbraio 2006 |                 |
| 7  | The Junkie                | Gloria                | 21 febbraio 2006 |                 |
| 8  | The Watchmaker            | L'orologiaio          | 28 febbraio 2006 |                 |
| 9  | The Person With AIDS      | L'uomo malato di AIDS | 7 marzo 2006     |                 |
| 10 | The Media Baron           | Il barone dei media   | 14 marzo 2006    |                 |
| 11 | The Spy                   | La spia               | 21 marzo 2006    |                 |
| 12 | The Alchemyst             | L'alchimista          | 28 marzo 2006    |                 |
| 13 | The Exorcist              | L'esorcista           | 4 aprile 2006    |                 |

## Il fantino
- Titolo originale: The Jockey
- Diretto da: Anthony Atkins
- Scritto da: Frank Borg

### Trama
Un fantino di successo sta per partecipare ad un'importante derby a Vancouver. L'uomo in passato era il semplice assistente del fratello Mick, un famoso fantino morto durante un incidente in gara. Per trovare la strada della redenzione Morgan cerca la famiglia del fantino, ma scopre che la cognata ha sperperato tutto in alcool e droga e la nipote vive di stenti in un ricovero per senzatetto, cosa che il fantino ignorava. Il diavolo intanto propone all'uomo una scommessa per salvarsi l'anima: sarà salvo solo se batterà suo fratello Mick, appositamente rievocato dall'inferno, in una gara a cavallo. In preda ai sensi di colpa, il fantino confida alla nipote di essere stato sempre invidioso di Mick e di avere stretto troppo le bende alle zampe del suo cavallo, causandogli probabilmente l'incidente che lo ha ucciso. Furibonda, la ragazza dice allo zio che non vuole avere niente a che fare con lui.
Morgan dice al fantino che la gara è solo un espediente per fargli perdere tempo e che la sua vera redenzione è ottenere il perdono di sua nipote. L'uomo però, dice di non meritarlo e inizia la gara nella speranza remota di evitare l'inferno. Durante la gara, il diavolo si compiace del proprio operato, dicendo a Morgan che in realtà era stato lui a stringere troppo le bende del cavallo di Mick il giorno in cui perse la vita. A sentire queste parole, Morgan raggiunge la ragazza (che non può vedere né il padre dannato, né il portale dell'inferno) e la convince a restare all'ippodromo, dicendole che l'incidente di suo padre era solo un incidente e che suo zio si è tormentato inutilmente tutti questi anni solo perché si sentiva in colpa di aver invidiato il fratello. Il tempismo di Morgan si rivela provvidenziale: il fantino è sul punto di battere Mick, ma poi quando scorge la nipote si ferma, scende da cavallo e le dice che ottenere il suo perdono è la cosa più importante. La ragazza decide di perdonare lo zio che così ottiene la redenzione.

## Lo chef
- Titolo originale: The Chef
- Diretto da: Holly Dale
- Scritto da: Susin Nielsen (soggetto e sceneggiatura), Jon Cooksey e Ali Marie Matheson (sceneggiatura)

### Trama
Il cliente di Morgan è un rinomato chef con un ristorante che ha ben tre stelle Michelin ed è sposato con una bella donna che è anche il suo vice chef. La moglie si insospettisce subito per la presenza di Morgan, così invita l'uomo a cena per conoscerlo meglio e Morgan porta con sé Maya. Una visita dell'ispettore sanitario e la perdita di due stelle Michelin mettono in ginocchio il ristorante. Morgan e l'uomo cercano uno chef caduto in disgrazia, che si mantiene con il suo carretto di hot-dog, ma l'uomo non vuole essere aiutato.

## Salvate Shalimar
- Titolo originale: The Customer service rep.
- Diretto da: J.B. Sugar
- Scritto da: Christina Ray

### Trama
Il cliente di Morgan è un commesso di un grande magazzino addetto al servizio clienti con la passione per le dissertazioni filosofiche. L'uomo riesce a rendere felici con i suoi poteri tutti coloro che arrivano al suo banco arrabbiati per il cattivo funzionamento della merce acquistata. Anche Morgan che arriva lì per parlare con l'uomo viene suggestionato. Morgan si ritrova in una dimensione distorta dove lui e Maya sono fidanzati da due anni, convivono nell'appartamento di lei che è diventato lussuoso e la donna non ha nessun problema di droga, ma sta per laurearsi in storia medievale. Morgan ha anche un migliore amico con cui si ritrova a giocare a golf. Il patto dell'uomo sta per scadere, così i clienti iniziano a ribellarsi, mentre Morgan ha dei flash sulla sua vita passata, ma non riesce a ricordare. Stavolta sarà il cliente a dover convincere Morgan , che vede a poco a poco sparire la sua vita felice. Il cliente spiega quale è davvero stato il suo patto: per sfuggire ad una situazione di pericolo chiese di poter manipolare la realtà a suo piacimento, e scoprì che poteva farlo anche per gli altri. Per redimersi dovrà affrontare la situazione che ha evitato dieci anni prima. Intanto Gabe affronta il suo decimo compleanno, ma si ritrova in una realtà parallela in cui i genitori sono sposati e felici, il padre lo allena a calcio, ha molti amici e il bambino è stupito nel sentire la propria voce. Il diavolo dice a Gabe che se lo desidera, potrà restare in quel mondo per sempre.

## La vampira
- Titolo originale: The Vampire
- Diretto da: Jonathan A. Rosenbaum
- Scritto da: Catherine Girczyc

### Trama
La cliente di Morgan è una ragazza, scappata di casa dieci anni prima, che si è fatta trasformare in un vampiro succhia-sangue. La donna per non essere scoperta ha sempre usato i senzatetto e i drogati per nutrirsi. Morgan la porta a casa sua, ma per tenerla buona dovrà lasciarle bere il suo sangue, indebolendosi molto.

## La video jokey
- Titolo originale: The Video Jockey
- Diretto da: Holly Dale
- Scritto da: Mark Leiren-Young

### Trama
La VJ Janis è molto popolare e sta per intervistare un noto cantante che è sempre sfuggente con le telecamere. La ragazza ha una vita piena: un fidanzato bellissimo ed ubbidiente, un bell'appartamento, tanti amici, vive passando da una festa all'altra. Morgan cerca di farla parlare ma la donna è molto restia. Morgan si scontra con il geloso fidanzato, con cui fa a pugni. Poi conosce la vicina di casa di Janis, una ragazzina di dodici anni che la donna adora, inoltre viene convocato dallo psichiatra della donna che gli intima di sparire, perché scavare nel passato porterebbe Janis ad una ricaduta certa. La donna infatti era figlia di una coppia di satanisti, è cresciuta assistendo a rituali macabri e inquietanti e ci ha messo molto a trovare un equilibrio. Morgan scopre che la donna non ha chiesto dieci anni di fama e divertimento, ma ha voluto dividere in parti la sua anima per non dover affrontare il dolore. Maya intanto fa dei progressi nel suo gruppo di auto-aiuto per tossicodipendenti, raccontando i suoi traumi.

## L'agricoltore
- Titolo originale: The Farmer
- Diretto da: J.B. Sugar
- Scritto da: Jon Cooksey e Ali Marie Matheson

### Trama
Un agricoltore stava per perdere la sua fattoria, oppresso dai debiti, ma è intervenuto il diavolo in suo aiuto. La sua ipoteca con la banca è stata miracolosamente saldata e l'uomo non ha mai fatto domande. Morgan capisce subito di avere a che fare con un gran lavoratore che ama la sua terra, un uomo mite e responsabile, che accudisce l'anziano e bisbetico padre. L'uomo è il candidato ideale per la redenzione, ma lui e Morgan devono capire come può aver danneggiato gli altri. La risposta potrebbe essere in un dirigente di banca, accusato ingiustamente di frode, ma forse è in una fabbrica chimica dei dintorni, che era stata prosciolta dalle accuse di inquinamento ambientale poco dopo il patto dell'uomo. Maya intanto fa da baby sitter a Gabe e riesce a far parlare il bambino, mentre Taylor consegna a Morgan il dossier su di lui trovato a casa di Jeri. Il Diavolo si presenta a Morgan con le sembianze di Katrina per tormentarlo e, visto che Morgan non crede più che la donna amata sia all'inferno, il Diavolo gli propone un'altra teoria: forse Katrina non era una mortale, ma un diavolo mandato da lui per sedurlo.

## Gloria
- Titolo originale: The Junkie
- Diretto da: Holly Dale
- Scritto da: Christina Ray

### Trama
Maya sta proseguendo nel percorso per uscire dalla dipendenza da droghe presso l'associazione "Narcotics Anonymous", alla sessione aperta ad amici e parenti invita Ty e Morgan e riceve il suo primo gettone di sobrietà, segno che il percorso sta andando bene. Alla sessione partecipa anche il tutor di Maya, Gloria, una ex tossicodipendente che continua a frequentare l'associazione ed aiutare il prossimo. Gloria non tocca una siringa da esattamente dieci anni, dato che è stato l'intervento del Diavolo con il suo patto a farla smettere. L'improvvisa ed inspiegabile vicinanza tra Morgan e Gloria fa arrabbiare molto Maya che diventa gelosa e frustrata. Per di più venendo a mancare i benefici del patto Gloria cade in crisi di astinenza ed è difficile per Morgan tenerla sotto controllo. Maya presenta Ty a Taylor e i due ragazzi vanno subito d'amore e d'accordo, Ty sta anche pensando di trasferirsi a Vancouver per cercare lavoro e stare con Maya ma ha paura che la sua presenza possa interferire con la guarigione anziché aiutarla.

## L'orologiaio
- Titolo originale: The Watchmaker
- Diretto da: Patrick Williams
- Scritto da: Jon Cooksey e Ali Marie Matheson

### Trama
Morgan è in crisi con Maya, che non vuole vederlo o sentirlo, a causa del rapporto sospetto di Morgan e Gloria, la sua ex tutor, e Maya ritiene l'uomo responsabile della ricaduta di Gloria. Morgan non può ovviamente spiegarle i dettagli, ma ha deciso di dirle quello che può. Stavolta è Morgan a ricevere la visita improvvisa del suo cliente, Maurice, orologiaio svizzero del 1600 e viaggiatore del tempo, che appare chiedendo aiuto. L'uomo ha trascorso quelli che per lui sono stati dieci anni passando da un luogo all'altro e vedendo le diverse epoche che si avvicendavano, tutto grazie ad un orologio magico. 

Dato che poteva comparire in qualsiasi posto, il Diavolo ha allertato tutti i Collector, tranne Morgan, ma Maurice ha per fortuna incontrato Sophie che gli ha parlato della redenzione (anche se lei personalmente non può aiutarlo, dato che il Diavolo, nell'episodio Un'altra esattrice, le ha posto come condizione che deve sacrificarsi al posto del cliente). Le 48 ore dell'uomo però sono agli sgoccioli: egli ha a disposizione solo un'ora e mezza nel mondo reale e deve quindi apparire e scomparire spesso mentre Morgan svolge le indagini. Maurice dà indicazioni sul suo passato: quando è "scomparso" dalla sua epoca ha lasciato alla fidanzata i progetti per brevettare un orologio di sua invenzione, per darle la sicurezza economica. 

Forse i discendenti di Maurice (un ragazzo neonazista) e del suo assistente (una ragazza di colore, CEO dell'azienda di famiglia) possono essere la chiave della redenzione. Maurice, angosciato dallo scorrere del tempo, dopo una delle sue visite porta Morgan con sé nella cronodimensione, causandogli un grosso problema: era riuscito finalmente a convincere Maya ad incontrarlo, ma nei pochi momenti passati con Maurice sono trascorsi tre mesi. 

Maya, dato che non può più fare affidamento su Gloria né su Morgan, chiede a Taylor di diventare il suo punto di riferimento, per non dover cedere alla tentazione di drogarsi, e le rivela il suo passato. Ty continua ad abitare con la sorella, aiutandola mentre è infelice a causa di Morgan.

## L'uomo malato di AIDS
- Titolo originale: The Person With AIDS
- Diretto da: J.B. Sugar
- Scritto da: Jon Cooksey e Ali Marie Matheson

### Trama
Ty e Taylor continuano la loro relazione, ma a distanza, e la ragazza cerca di convincerlo a tornare a Vancouver e stabilirsi definitivamente. Il Diavolo prende le sembianze del rapper (episodio 1 stagione 1) e si presenta da Morgan, anche Maya lo vede e ne rimane scioccata. Il Diavolo inizia a spiegare a Maya chi egli sia e cosa faccia Morgan per lui. Morgan, spaventato, cerca di mandare via Maya prima che ascolti troppo e venga condannata all'inferno, ma in realtà non accade nulla: il portale degli inferi non appare. Purtroppo il Diavolo dà tutte le spiegazioni: due anni e mezzo prima (episodio 1 stagione 1) quando Maya era stata ricoverata in gravi condizioni in ospedale, avevano stipulato il patto. Morgan così può finalmente svelarle tutto di lui, ma la ricerca della redenzione prima del tempo non è comunque facile e Maya preferirebbe morire subito piuttosto che il suo beneficio danneggi altri negli anni successivi. Maya e Morgan si ritrovano così invischiati nella vita della collega di Maya, il cui marito oltre a picchiarla abusa della loro figlioletta, proprio come è successo a Maya da bambina, e gli abusi sono iniziati proprio il giorno del patto di Maya. Stavolta il sacrificio di Maya e l'aiuto occulto di Gabriel salveranno tutti, per il momento.

## Il barone dei media
- Titolo originale: The Media Baron
- Diretto da: Informazione non reperibile
- Scritto da: Christina Ray

### Trama
Il magnate dell'editoria Warren Park ha creato in quarant'anni la sua enorme fortuna anche se spesso ha sacrificato l'etica per la sua convenienza e negli ultimi dieci anni ha avuto anche un aiuto demoniaco. 

L'uomo ha appena nominato il figlio Ian come suo successore alla guida del gruppo "The Global Star", consapevole che il suo tempo sta per scadere. Inoltre il gruppo sta per aprirsi al mercato asiatico ma un grosso scandalo sta per vanificare questo traguardo. L'uomo non è affatto interessato alla redenzione perché ha avuto esattamente ciò che ha chiesto e vuole usare gli ultimi due giorni per evitare che venendo meno i benefici del patto, il figlio non possa avere ciò che gli spetta. 

Morgan incontra nuovamente il fotografo che ha redento (episodio 5 stagione 1) e si fa aiutare da lui per trovare degli indizi utili. Morgan è sollevato di non dover avere più segreti con Maya, ma sa di non poter trascurare la sua missione per lei. Gabriel continua a ricevere le visite del padre defunto e del Diavolo. 

Nel frattempo, Warren cerca la talpa che ha fornito le informazioni a Naomi, direttrice di un piccolo giornale che ha dato inizio allo scandalo. La ricerca ossessiva della talpa lo portano a minacciare Naomi e in un impeto di rabbia a dichiarare ad alta voce i suoi imbrogli. Per nulla intimorita, Naomi estrae dalla tasca un registratore, dicendo di aver registrato tutto e gli comunica che è in diretta televisiva. Non solo:con suo rammarico Warren scopre che la talpa è suo figlio Ian che ha una relazione con Naomi. Ian dice al padre di non voler diventare il suo erede e lo incita a ricominciare daccapo e insieme. Morgan, che ha assistito a tutta la scena, dice a Warren che è arrivato il momento di fare una scelta. A queste parole Warren cerca di prendere il registratore a Naomi, ma proprio in quel momento il suo tempo scade, la sua anima viene risucchiata e si accascia al suolo. 

Maya scopre di poter vedere ancora il portale dell'inferno, assistendo al servizio televisivo della morte di Warren a casa di Morgan.

## La spia
- Titolo originale: The Spy
- Diretto da: J.B. Sugar
- Scritto da: Jon Cooksey e Ali Marie Matheson

### Trama
La cliente di Morgan è Candice, una spia dell'Intelligence. La donna non è affatto interessata alla redenzione ma vuole solo portare a termine la sua ultima missione prima della dipartita. Morgan è così costretto a seguirla a Budapest, dove la donna deve rubare dei file da un pc. Ripercorrendo il patto si scopre che lo ha stipulato per non essere uccisa nel corso di una missione e poter così continuare a servire il suo Paese. Per bilanciare il patto però sono morti al suo posto due bambini che si trovavano vicino a lei e il padre dei due rimase gravemente ferito. Candice è dispiaciuta per loro, ma non è pentita: per lei servire il suo Paese è più importante della propria vita e di quella altrui, inoltre negli anni ha sventato numerosi complotti e salvato moltissime persone. Morgan si lascia coinvolgere nelle indagini della donna, e viene catturato. Degli uomini lo torturano perché riveli dove si trovi Candice. Morgan si ritrova a passare ore tremende perché anche se è vero che è immortale, sente ogni strazio delle torture. Riesce comunque a liberarsi e a ritrovare Candice ma una brutta sorpresa attende entrambi e il lavoro di tutta una vita sembra vanificato. Il Diavolo, colpito dal senso del dovere della donna, le propone di diventare un Collector al suo servizio.

## L'alchimista
- Titolo originale: The Alchemyst
- Diretto da: J.B. Sugar
- Scritto da: Jon Cooksey e Ali Marie Matheson

### Trama
Siamo in Olanda nel 1666, Morgan prosegue la sua missione di Collector e fa conoscenza del suo cliente, un alchimista che ha ricevuto dal diavolo un libro con le istruzioni per realizzare la pietra filosofale. Come ogni altro libro alchemico, anch'esso va decifrato e l'uomo ha passato i dieci anni del patto facendo esperimenti su esperimenti, aiutato dalla fedele moglie e sovvenzionato dal duca della cittadina. L'uomo ha sempre fallito e anche nei suoi ultimi due giorni cerca disperatamente di completare l'opera. Alla fine sembra riuscirci, ma la moglie dell'uomo si ammala a causa dei composti chimici presenti in laboratorio, così la figlia dell'alchimista chiede a Morgan di aiutarla. Morgan cerca di produrre una medicina adatta e stringe sempre più un legame con la ragazza, arrivando a sedurla.

## L'esorcista
- Titolo originale: The Exorcist
- Diretto da: Informazione non reperibile
- Scritto da: Jon Cooksey e Ali Marie Matheson

### Trama
Il cliente di Morgan è un prete cattolico che pratica esorcismi con successo. Morgan avrà modo di fare diversi discorsi con l'uomo sul ruolo del Diavolo nel disegno divino.